# Internacional de Resistentes a la Guerra

Logo de la Internacional de Resistentes a la Guerra : el fusil quebrado.

La Internacional de Resistentes a la Guerra (IRG) fue fundada en 1921 en Bilthoven, Holanda, durante los llamados Encuentros de Bilthoven.

## Objetivo
La IRG es una red de organizaciones alrededor del mundo, así como de grupos e individuos, que suscriben la declaración fundadora:

« La guerre est un crime contre l'humanité. C'est pourquoi je suis résolu(e) à n’aider à aucune espèce de guerre et à lutter pour l’abolition de toutes les causes des guerres. (declaración proclamada en 1921) »
« La guerra es un crimen contra la humanidad. Por ello me comprometo a no apoyar ningún tipo de guerra, y a luchar por la eliminación de todas sus causas. »

La IRG existe con la intención de promover acciones contra la guerra, así como también para apoyar y poner en contacto, a través de todo el mundo, a las personas que se niegan a tomar parte en la guerra o en su preparación. Hoy en día existen más de 70 grupos afiliados a esta organización, a lo largo de 40 países.
Los grupos de la IRG se han dado a conocer por su resistencia al servicio militar y a los impuestos de guerra, así como por sus campañas contra la producción de armas y el mercado de estas, o por su trabajo en solidaridad con pacifistas expuestos a situaciones de guerra. Pero también estos grupos pueden desarrollar proyectos de reconstrucción física y sicológica durante o después de las guerras, facilitando el diálogo entre grupos en conflicto, o promoviendo el desarrollo a pequeña escala y comunitario.

## Programas de trabajo
En este momento la IRG cuenta con dos programas de trabajo: 
- El Derecho a Rechazar a Matar, dedicado a trabajar por la objeción de conciencia y el antimilitarismo.
- El Programa de Noviolencia, promoviendo la noviolencia dentro de la red de la IRG; por medio de la creación de materiales y la facilitación de entrenamiento en noviolencia. Una Iniciativa Global contra los Especuladores de la Guerra, coordinando campañas a nivel internacional, y un trabajando por hacer más visible la noviolencia en los espacios de los foros sociales como dentro del movimiento antiglobalización.

## Grupos afiliados a la IRG en países de habla española

### Chile
- Movimiento Antimilitarista y de Objeción de Conciencia

### Colombia
- Red Juvenil

### Ecuador
- Servicio Paz y Justicia del Ecuador (Serpaj-Ecuador)

### España
- Alternativa Antimilitarista.MOC (AA.MOC)
- Assemblea Antimilitarista de Catalunya
- Kontzientzi Eragozpen Mugimendua (KEM)
- Taller de Paz

### Paraguay
- Movimiento de Objeción de Conciencia (MOC-Paraguay)